# Stampersgat

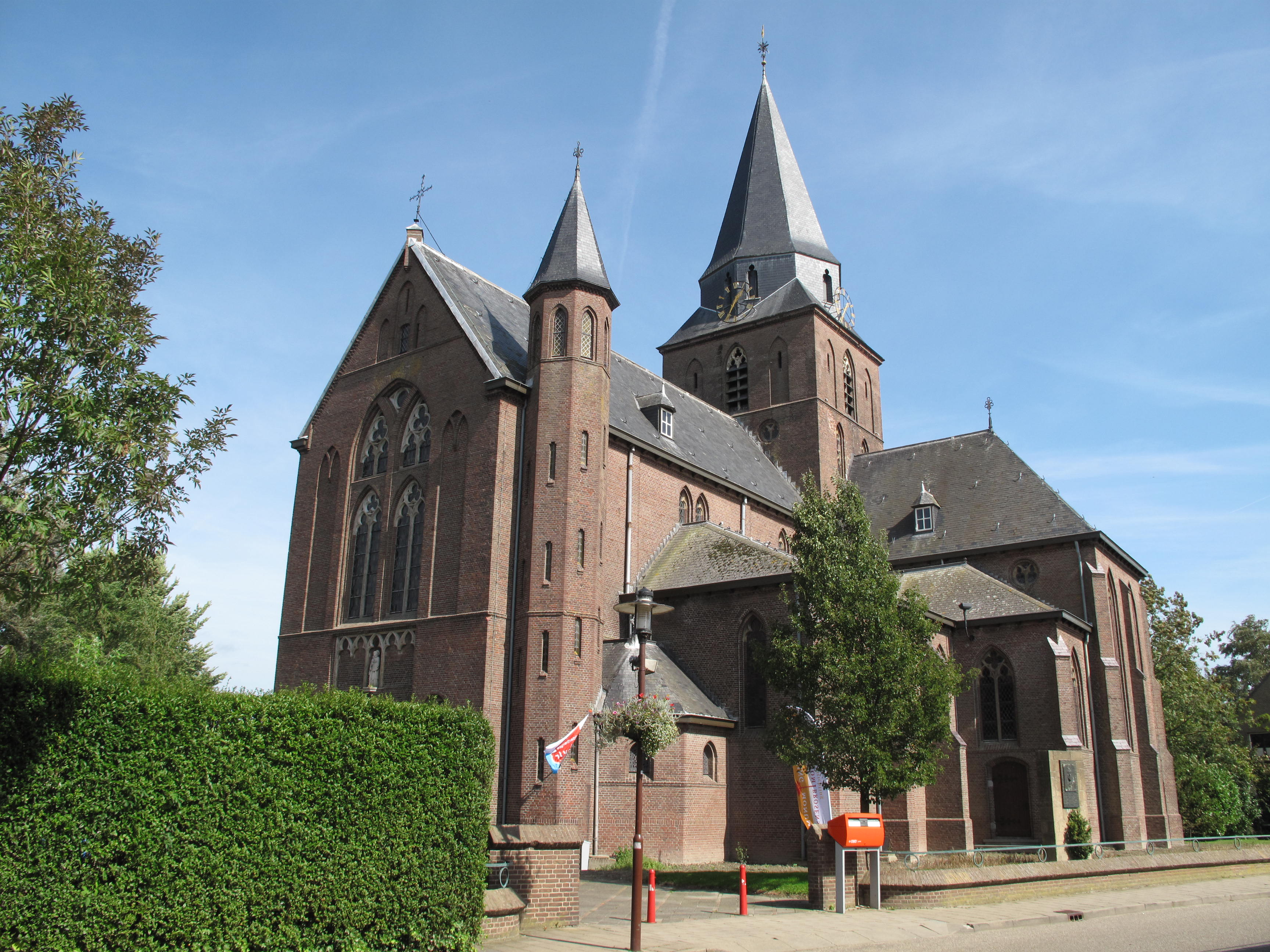
Martelaren-van-Gorcumkerk

Stampersgat is een dorp gelegen in de gemeente Halderberge, in de Nederlandse provincie Noord-Brabant. Het ligt tussen Fijnaart en Oud Gastel.
Tot 1997 maakte Stampersgat, samen met Oud Gastel, deel uit van de gemeente Oud en Nieuw Gastel. Stampersgat is gelegen in het noordwesten van de provincie Noord-Brabant, aan de rivier de Dintel. Even ten westen van het dorp ligt het Mark-Vlietkanaal. 
De plaats wordt gedomineerd door de aanwezigheid van twee industriële vestigingen en is omgeven door zeekleipolders. Het silhouet van Stampersgat werd in het verleden gevormd door de kerktoren en de watertoren, later zijn daar de hoge silo's van de suikerfabriek bij gekomen.

## Toponymie
De plaatsnaam is terug te voeren op de familienamen Stouters en Stamper. Deze families bezaten er vanaf 1650 respectievelijk 1628 een hoeve. De namen Stoutersgat en Stampersgat werden als plaatsaanduiding door elkaar gebruikt. Vanaf 1725 was de naam Stampersgat dominant. De uitgang -gat heeft betrekking op de monding van een kreek.
Los van deze verklaring wordt ook wel gezegd dat de naam Stampersgat betrekking zou hebben op het stampen van de meekrap, een teelt die in deze streken voorkwam tot ongeveer 1870. Het dorp bezat twee meestoven. Mogelijk is dit een betekenis die later aan de reeds gevestigde naam werd gegeven.

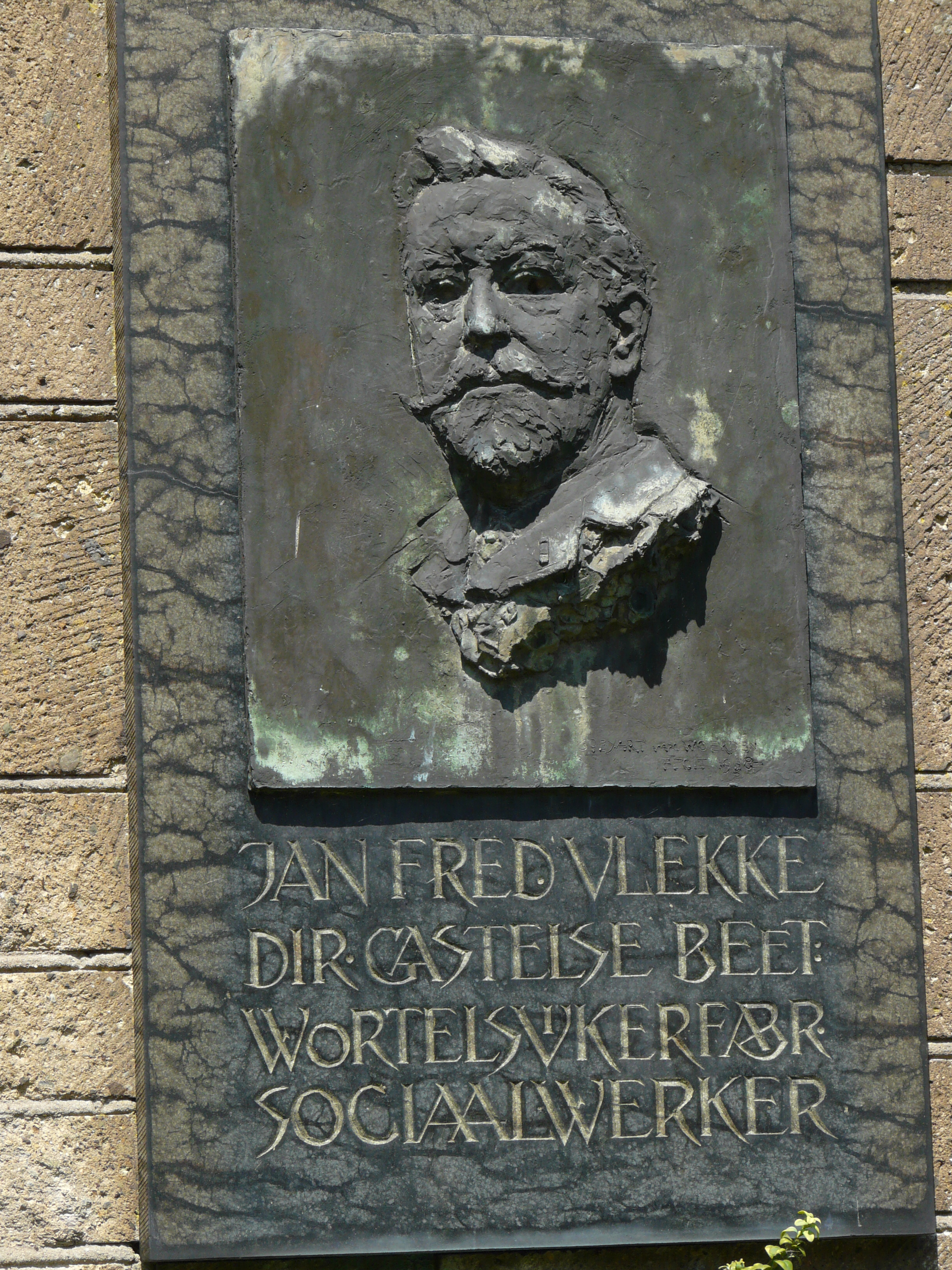
Jan Frederik Vlekke

## Geschiedenis
Het gebied waar Stampersgat ligt behoorde eerder tot de heerlijkheid Nieuw Gastel. Het dorp Nieuw Gastel verdween door overstromingen, zoals de Sint-Elisabethsvloed van 1421 echter van de kaart. Gedurende de 2e helft van de 16e eeuw vonden er weer inpolderingen plaats en in 1606 kwam ook de Oude Prinslandse Polder gereed. Bij het veer over de Dintel, oostelijk van het vroegere Nieuw Gastel en nabij de Visserskreek, vestigden zich mensen en ontstond het dorpje Stampersgat.
In 1851 werd te Stampersgat een meestoof gebouwd. Deze was winstgevend tot 1872. In 1893 werd deze meestoof gesloopt.
In 1866 werd te Stampersgat, aan de huidige Fabrieksstraat, een suikerfabriek opgericht, de NV Gastelsche Beetwortelfabriek. Van 1881 tot 1903 was Jan Frederik Vlekke hier directeur. Deze voerde een christelijk-sociaal beleid in bij de 600 werknemers tellende fabriek. In 1927 sloot deze fabriek. In 1935 vestigde het schrootbedrijf Uitvoering Sloopwerken en Metaalhandel (USM) zich in het pand.
Vanaf de jaren 60 van de 20e eeuw schakelde men over op een groothandel in walserijproducten en ging verder als Nederlandse Staal Unie. Dit 39 werknemers tellende bedrijf is in 2009 failliet gegaan, doorgestart onder de vlag van de Koninklijke Reesink Groep, maar in december 2012 alsnog gesloten. Los daarvan was er een andere suikerfabriek direct ten westen aan de dorpskom was gelegen, maar behoorde tot de gemeente Dinteloord. Ook bij de gemeentelijke herindeling van 1997, toen de fusiegemeenten Halderberge en Steenbergen werden gevormd, kwam Stampersgat bij Halderberge en de suikerfabriek bij Steenbergen. Momenteel  is de suikerfabriek een van de twee nog overgebleven suikerfabrieken in Nederland en een der grootste van Europa.
Pas in 1889 ontstond er een parochie, die aanvankelijk in een noodkerk bijeenkwam. Deze parochie werd afgesplitst van die van Oud Gastel. Ze was gewijd aan de Heilige Martelaren van Gorcum. De huidige kerk kwam in 1924 tot stand, in 1927 gevolgd door een klooster van de Franciscanessen van Oudenbosch. De zusters verzorgden onderwijs aan meisjes en de wijkverpleging. Ze bleven tot omstreeks 1960.

## Bezienswaardigheden
- De Martelaren-van-Gorcumkerk aan de Dennis Leestraat is een neogotisch bouwwerk uit 1924, ontworpen door Wolter te Riele. Het rijksmonument werd in 2017 gesloten voor de eredienst en ontheiligd. Er zijn in 2022 plannen voor de bouw van appartementen in het pand.
- De monumentale toegangspoort tot de begraafplaats met twee heiligenbeelden is een rijksmonument.
- Het voormalig Klooster en kapel van de Zusters Franciscanessen van Oudenbosch, aan de Havenstraat gelegen achter de kerk, eveneens ontworpen door Wolter te Riele en gereedgekomen in 1927.
- De watertoren uit 1952 is een ontwerp van Jacques Hurks.

## Economie
Stampersgat is vooral bekend als de plaats waar suikerfabriek 'Dinteloord' gevestigd is. De suikerfabriek vormde samen met de suikerfabrieken van Roosendaal en Zevenbergen de Verenigde Coöperatieve Suikerfabrieken (VCS). Later is deze coöperatie opgegaan in Cosun Beet Company.
Aan de Dintel is een aanlegsteiger aanwezig voor pleziervaartuigen.

## Evenementen
- Stampersgat heet met carnaval Meekrapdurp, naar de aldaar tot 1870 bestaande meekrapteelt en -verwerking.
- Cheltenhamrun Stampersgat, zondag begin mei
- Wielerronde Stampersgat, zaterdagavond van zelfde weekend als Cheltenhamrun

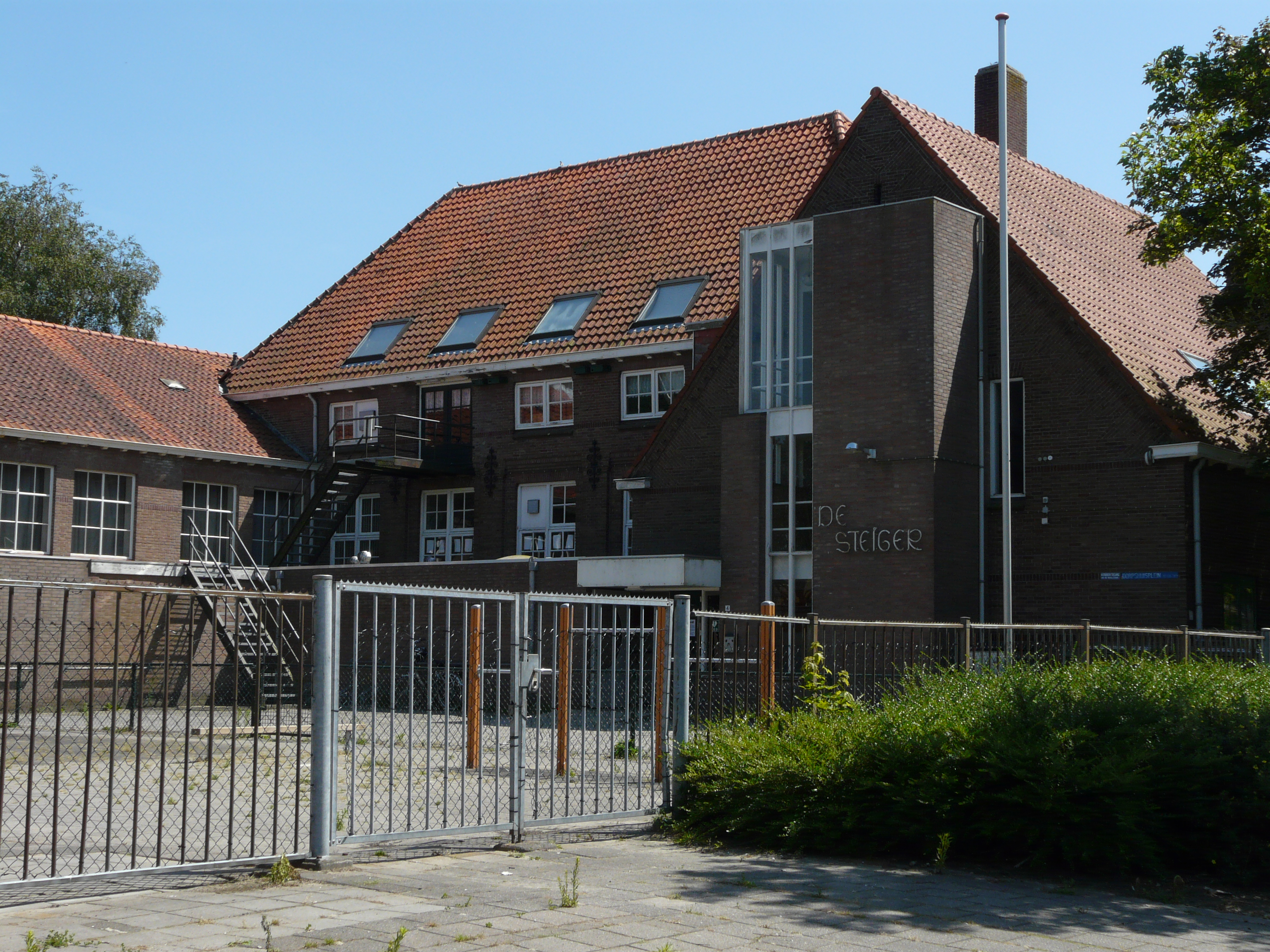
Basisschool de Steiger

## Verenigingen
- Samenstichting Stampersgat
- Tennis Vereniging Stampersgat
- Voetbalvereniging De Schutters
- Wijkvereniging Markiezaat
- K.E. Harmonie St. Cecilia
- EHBO vereniging Stampersgat
- Algemeen Comité Stampersgat
- Revuegroep Stampersgat
- Gemengd zangkoor Vox Populi
- Mandolineorkest Melodia
- Majorettenvereniging Les Fleurs
- Carnavalsvereniging De Meekrap
- Zeemanskoor De Kreekrakkers
- Dartsclub La Plaza
- Heemkundekring Parel aan de Welen
- Stichting Dorpshuisbeheer

## Verkeer en vervoer
Stampersgat is bereikbaar via de A59 en de A17 en vanaf de A29/A4 via de N268. Openbaar vervoer naar Stampersgat wordt verzorgd door Arriva met lijn 163 van Roosendaal via Stampersgat naar Willemstad en lijn 361 van Oud Gastel via Dinteloord, Steenbergen, Halsteren en Bergen op Zoom naar Ossendrecht.

## Nabijgelegen kernen
Dinteloord, Oud Gastel, Standdaarbuiten, Fijnaart, Oudenbosch

## Geboren
- Harry-Jan Bus (1960), cabaretier, theaterdirecteur

## Afbeeldingen

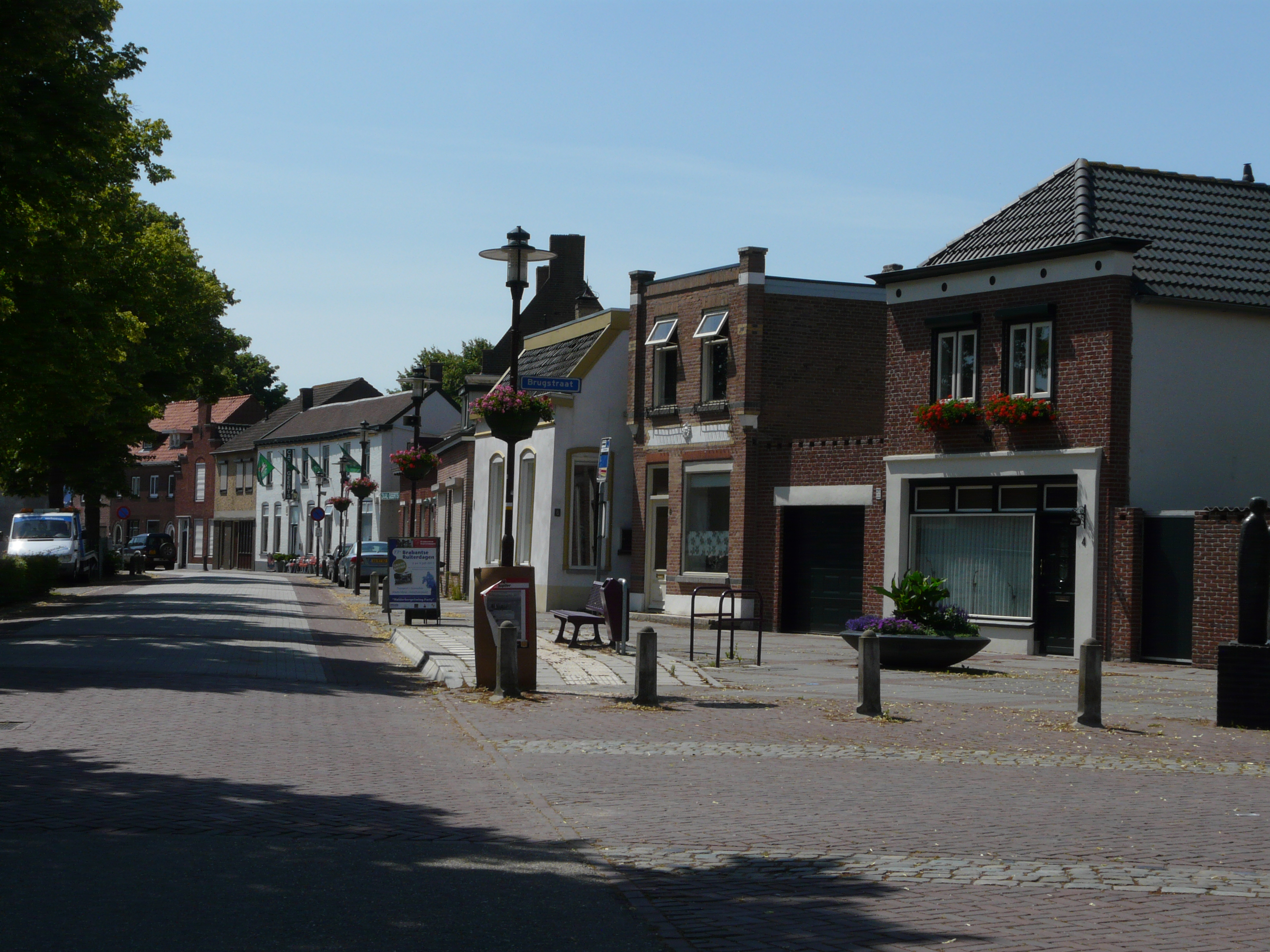
Dorpstafereel
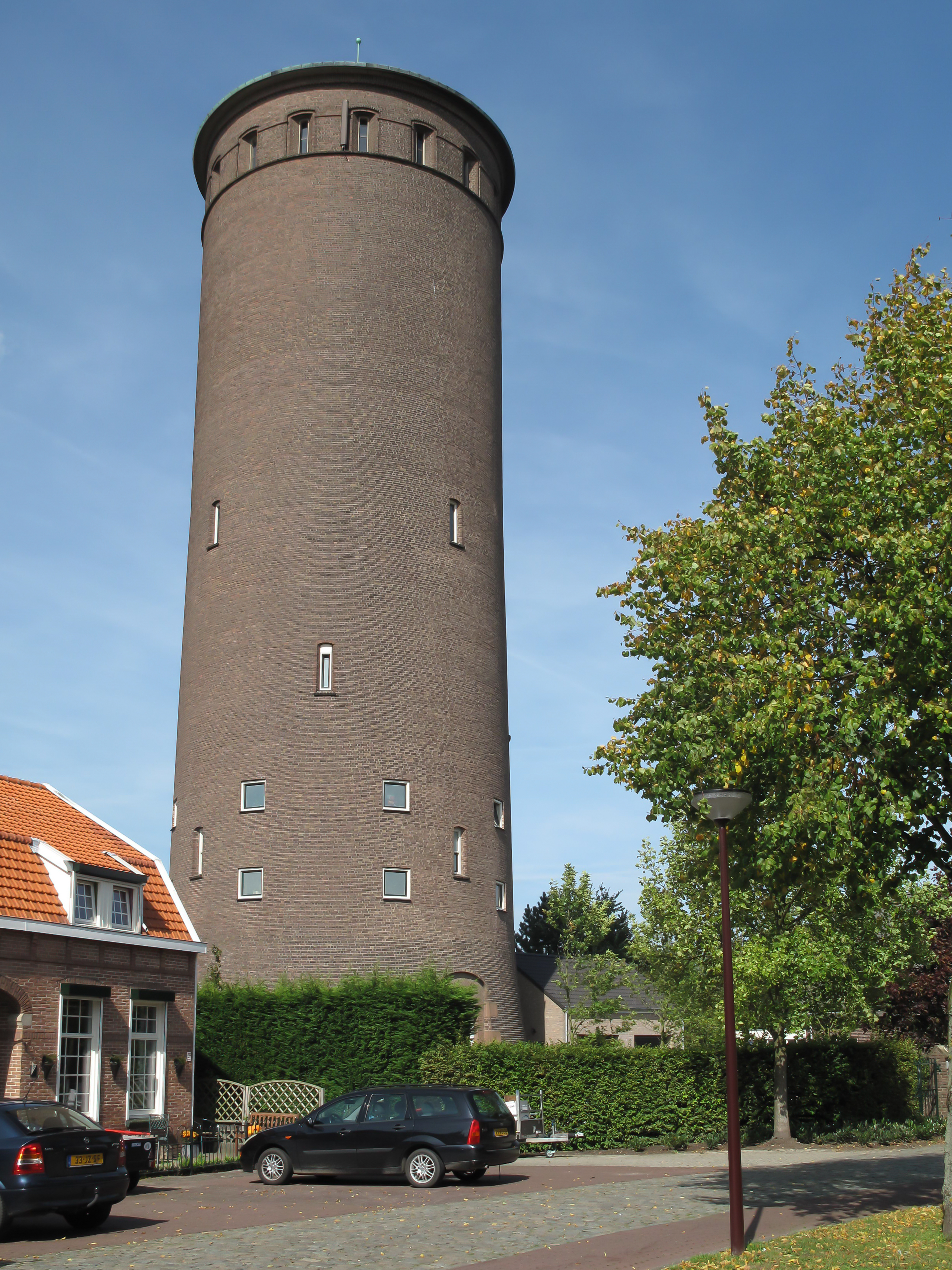
Watertoren
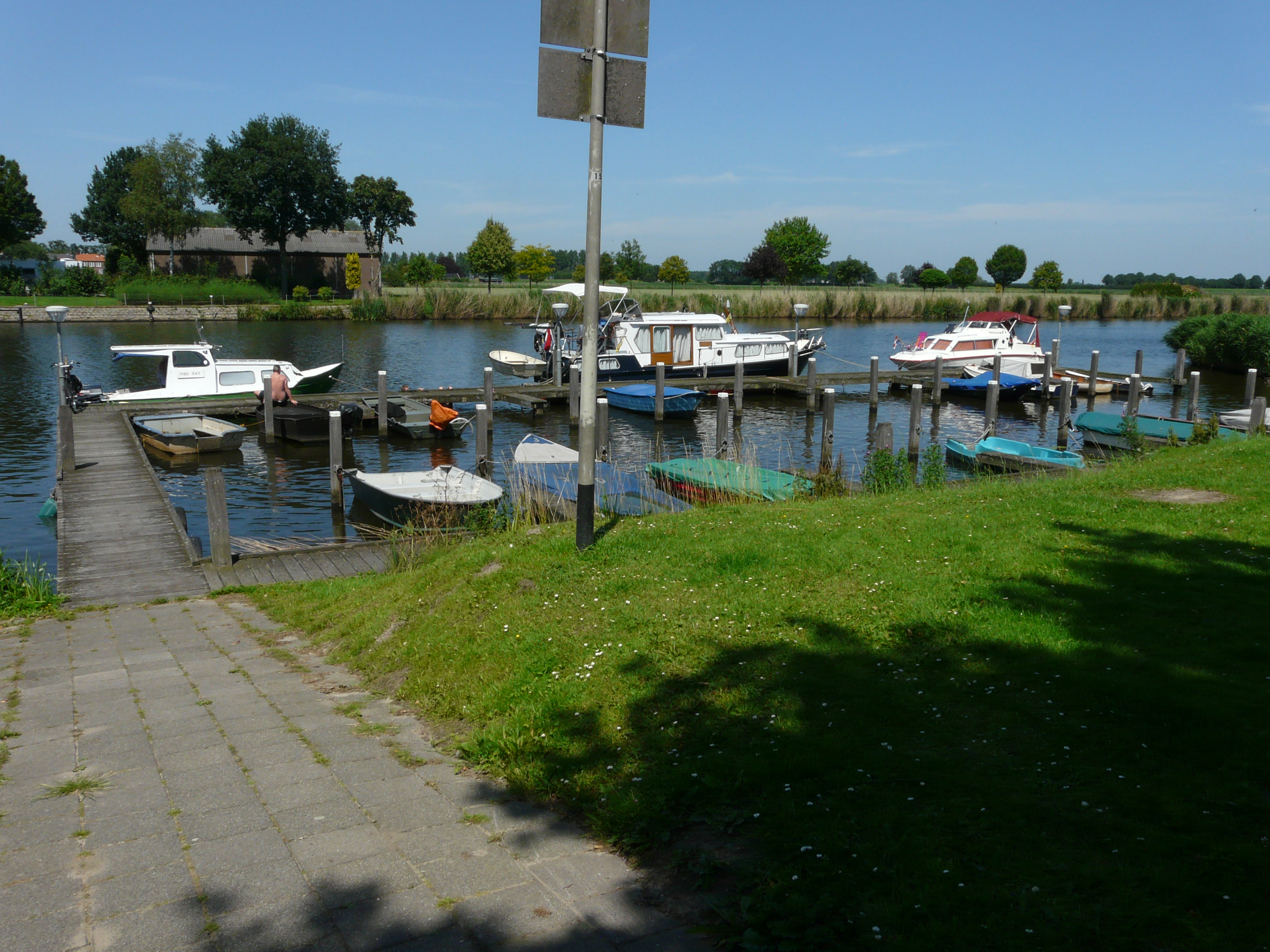
Haven
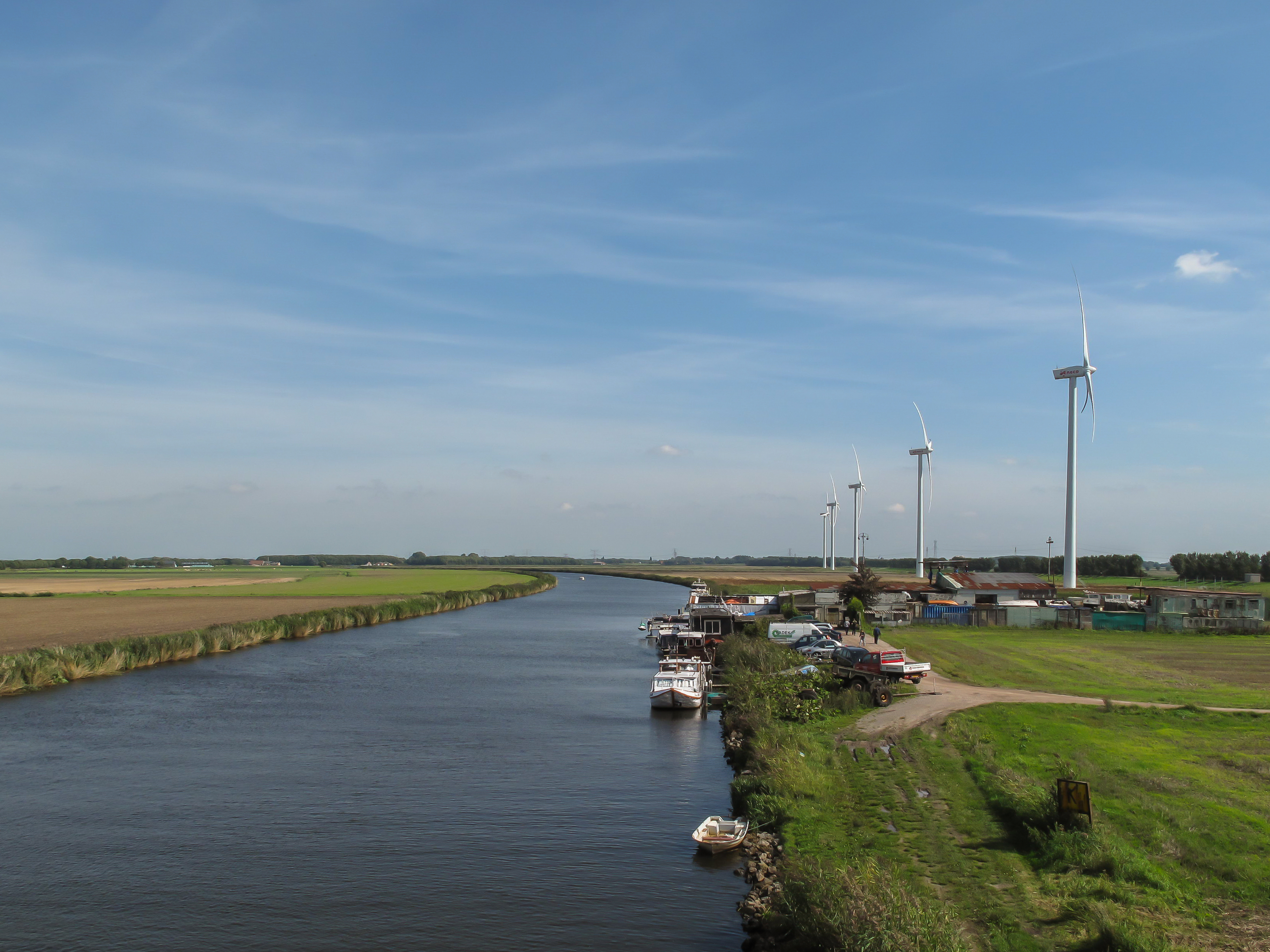
De Mark
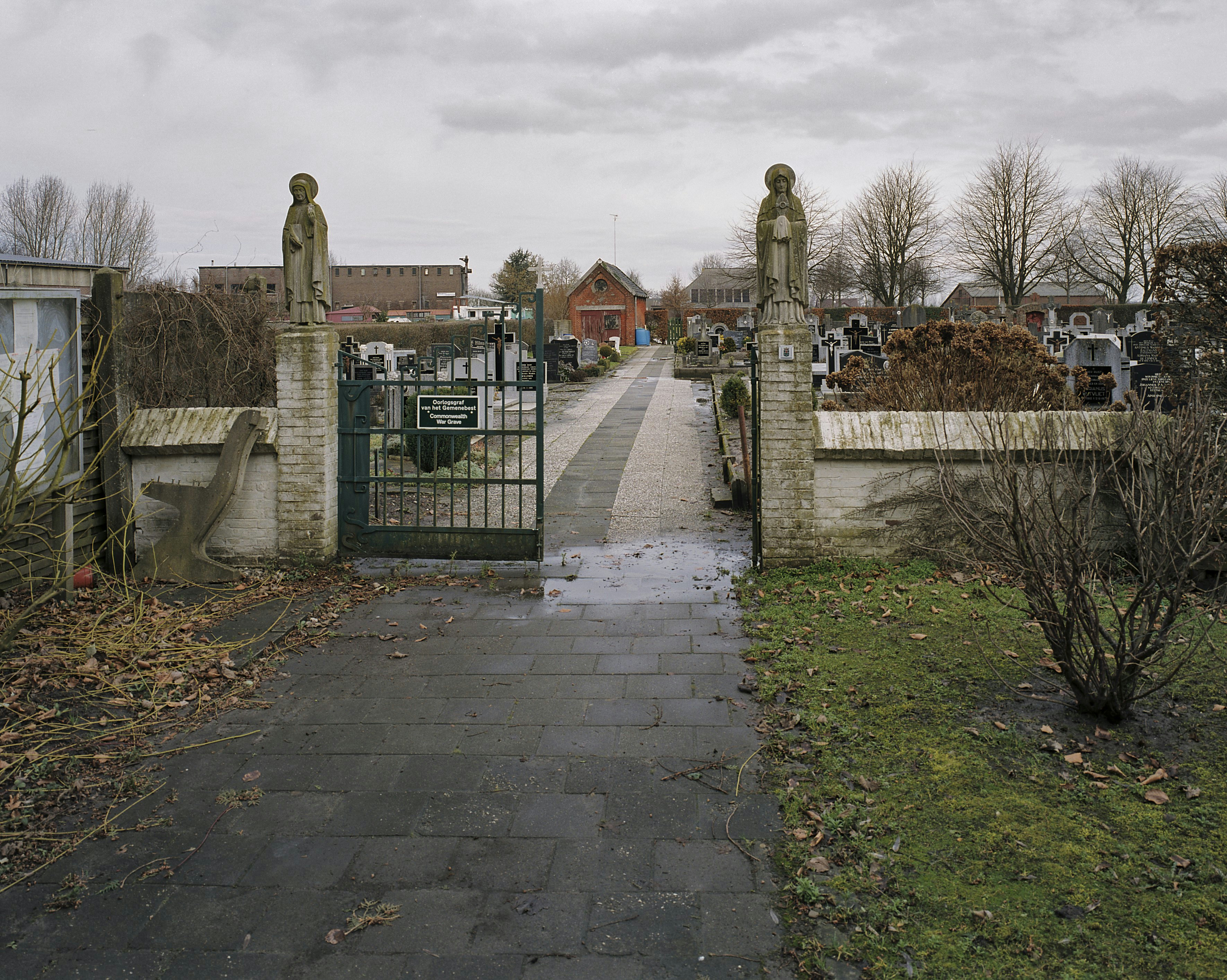
Poort begraafplaats